# Talpa vallesensis
{{#ifeq:0|0|{{#if:Talpa vallesensis|{{#if:|[[]}}|[[]]}}}}
Talpa vallesensis — вид комахоїдних ссавців кротових (Talpidae). Скам'янілі рештки представляють міоцен Австрії (1 колекція), Німеччина (1). Типовий зразок: IPMC без номера, елемент кінцівки.